# Tetragnatha acuta
Tetragnatha acuta är en spindelart som beskrevs av Gillespie 1992. Tetragnatha acuta ingår i släktet sträckkäkspindlar, och familjen käkspindlar. Inga underarter finns listade i Catalogue of Life.